# Bernhard Schultze (Rechtswissenschaftler)
Bernhard Schultze (* 20. November 1622 in Bremen; † 30. Dezember 1687 in Kiel) war ein deutscher Rechtswissenschaftler und Kameralist.

## Leben
Schultze hatte an der Universität Helmstedt studiert, wo er 1651 zum Doktor der Rechtswissenschaften promovierte. Drei Jahre später erhielt er einen Ruf als Professor der Politik an der philosophischen Fakultät der Universität Rinteln, wurde dort später Professor an der juristischen Fakultät, Rat und Konsistorialassessor. 1674 folgte er einer Berufung als Professor an die juristische Fakultät der Universität Kiel, welche Stelle er bis zu seinem Lebensende begleitete und auch das Amt eines Vizekanzlers versah.
Seine sehr zahlreichen fachwissenschaftlichen Schriften, meist in Form kleinerer Abhandlungen geschrieben, umfassen fast alle Gebiete der Rechtswissenschaft, vornehmlich aber die Enzyklopädie und Philosophie der Rechtswissenschaften, das Staats- und Völkerrecht und das Strafrecht. Daher sind die Proponentenaktivitäten aus seinem Werkverzeichnis herausgelassen und können im Strieder nachvollzogen werden.

## Werke
- Disp. Inaug. (pro Gr. Dr.) de jure primoge-niturae ( Praes. Joh. Mehlbaum ). Helmstedt 1651
- Disp.  de jure defensionis privatae. Rinteln 1654
- Disp. de iaviolabili regum autoritate. Rinteln 1655
- Disp. de natura & principiis jurisprudentiae. Rinteln 1655
- Disp. de Charta Bianca. Rinteln 1656
- Disp. de sententiis. Rinteln 1656
- Disp. de jure deliberations & bcneficio invtararis. Rinteln 1661
- Disp. de testamentis ordinandis. Rinteln 1662
- Disp. de transitione actionum in haeredes. Rinteln 1662
- Disp. de rescripts moratoriis. Rinteln 1664
- Conclusionum forensium ad L. libros Digest, eiercitatt. I-XXXII. Rinteln 1665
- Disp. de pignoribus. Rinteln 1667
- Disp. de testamentis. Rinteln 1667
- Disp. de donatione inter conjuges. Rinteln 1667
- Disp. ad can. redintegranda 3. Causs. 3. qu. I de restitutione spoliatorum. Rinteln 1668
- Disp. de juramentis. Rinteln 1668
- Disp.  de jure retractus lineali seu gentilitio. Kiel 1675
- Disp. condictione indebiti. Kiel 1677
- Dïsp. de beneficio competentiae. Kiel 1677
- Positiones juris miscellanaae. Kiel 1686